# 仙台警察署
仙台警察署（せんだいけいさつしょ）は、1877年から1879年までと、1881年から1944年までに、日本の宮城県仙台市に所在した警察署である。宮城県警察部に属し、1944年に仙台北警察署と仙台南警察署に分割されて廃止された。

## 歴史
仙台警察署の前身は、1875年（明治8年）2月18日に設置が決められ、5月に設置された宮城県警察掛第一出張所で、これが仙台における近代警察の出発点である。第一出張所は市内の南町にあり、1877年（明治10年）3月に仙台警察署と改称した。管轄は宮城県の第1、第2、第8大区で、これは仙台区と宮城郡・黒川郡・名取郡にあたる。
1879年（明治12年）1月に宮城県庁の中に移り、7月に廃止されたが、1881年（明治14年）12月に元に復した。この間、仙台の警察業務は宮城県警察本署の直轄となり、南町の建物には南町分署が置かれた。復帰に際し仙台警察署の事務は本署に譲られた。
1882年（明治15年）に国分町に新築移転した。煉瓦造り2階建ての上に八角の見張り台を立て、その上に時計台を載せた建物は、明治時代には仙台の代表的洋風建築の一つであった。設計は宮城県土木課長で後の仙台市長早川智寛。工費1万2025円のうち9025円は寄付金により、残る3000円を地方税でまかなった。10万個の煉瓦は片平丁の宮城県監獄署で作られた。この建物には宮城県警察本署も同居していた。
1886年（明治19年）8月14日に一郡に一警察署を置くことが決まると、名取郡に岩沼警察署、宮城郡に塩釜警察署、黒川郡に吉岡警察署（後の大和警察署）が置かれることになった。仙台警察署の管轄は当時の仙台市に限られ、原町や長町のような連続した市街地も隣接署の管轄に入った。翌1887年（明治20年）には宮城県警察本署の建物が宮城県庁の構内に落成し、仙台警察署から移転した。
1890年（明治23年）に、新たに北目町分署をおいて、仙台署と市内を南北に二分する南半分を任せることにした。分署は近接する田町におかれて田町分署となったが、翌年には廃止になった。
その後、国分町の時計台庁舎が老朽化したため、1928年（昭和3年）9月23日に、工費13万2千円で東三番丁に新築された鉄筋コンクリートの建物に移転した。
1944年（昭和19年）3月に廃止になり、かわって仙台北警察署と仙台南警察署が置かれた。従来の仙台警察署の建物は仙台北警察署が引き継いだ。

## 年表
- 1877年（明治10年）3月 - 宮城県警察掛第一出張所が仙台警察署に改称。
- 1879年（明治12年）1月 - 宮城県庁の庁舎内に移転。
  - 7月 - 廃止。
- 1881年（明治14年）12月 - 再び設置。
- 1882年（明治15年） - 国分町に移転。
- 1896年（明治19年） - 名取・宮城・黒川の各郡に新設の警察署が置かれた。
- 1890年（明治23年）3月1日 - 北目町分署（田町分署）の開署。
- 1891年（明治24年）12月15日 - 田町分署を廃止。
- 1923年（大正12年） - 初めて自動車を配備。フォードT型。
- 1928年（昭和3年）9月23日 - 東三番丁に移転。
- 1944年（昭和19年）3月31日 - 廃止。

## 定員
- 第一出張所時代 - 70人[10]
- 1914年（大正3年） - 135人[11]
- 1926年（大正15年） - 172人[11]
- 1936年（昭和11年） - 190人[12]
- 1937年（昭和12年） - 190人[13]